# Donald Bradman
Sir Donald 'Don' George Bradman (ur. 27 sierpnia 1908 w Cootamundrze, zm. 25 lutego 2001 w Adelajdzie) – australijski krykiecista, batsman, powszechnie uznawany za jednego z najlepszych graczy w historii dyscypliny i najlepszego na swojej pozycji. Reprezentował barwy Australii oraz Australii Południowej i Nowej Południowej Walii. W latach 1927–49 rozegrał 234 pierwszoklasowe mecze, w tym 52 testowe, w których uzyskał rekordową średnią punktów 99,94, uznawaną za niezwykle trudną do poprawienia. W 2001 roku został wybrany przez Wisden Cricketers' Almanack batsmanem wszech czasów, a w 2010 przez ESPNcricinfo do drużyny wszech czasów. Jedna z najbardziej popularnych i znanych postaci w historii Australii. Sportowiec Tysiąclecia.

## Sylwetka
Żadnemu innemu sportowcowi nie udało się osiągnąć takiej dominacji w jakiejkolwiek dyscyplinie jak legendarnemu Donowi w krykiecie. Dominował zdecydowanie nad swoimi kolegami z reprezentacji Australii takich jak Bill Ponsford, Stanley McCabe, Bob Woodfull etc. Anglicy musieli wymyślić specjalną taktykę, aby go pognębić. To się jednak nie udało, co prawda w sezonie 1933/34 udało się Anglikom wygrać 4 Testy (z pięciu) pod przywództwem "człowieka z granitu" czyli D.R. Jardine'a.
W latach 30. w czasie Wielkiego kryzysu sportowe osiągnięcia Bradmana stanowiły źródło dumy dla całej Australii, według wielu osób był on odpowiedzialny za "podtrzymanie na duchu" całego kraju w tych trudnych czasach.
Imię i nazwisko Bradmana są zastrzeżonym znakiem towarowym i nie mogą być używane do celów komercyjnych bez zgody rządu Australii.

## The Ashes 1932-33 i Bodyline
Przed mającą zacząć się pod koniec 1932 roku serią The Ashes Anglicy obawiali się, że Australia, posiadająca w swoim składzie Bradmana, nie odda trofeum (odzyskała je w 1930 roku), dopóki fenomenalny batsman nie zakończy kariery. Podczas 5-meczowej serii roku 1930 Australijczyk zdobył rekordowe do dziś 974 punkty oraz uzyskał średnią 139,14.
Aby powstrzymać jego, a także jego kolegów z drużyny, opracowano taktykę polegającą na częstym narzucaniu szybkich piłek, które po odbiciu się od ziemi zmierzają w kierunku korpusu i głowy batsmana (Bodyline). Licząc na błąd wymuszony tym niebezpiecznym, choć dopuszczalnym, zagraniem, zagęszczono także pole za lewym ramieniem odbijającego, zwiększając szanse złapania piłki i jego wyautowania. Sekretem, który udało się odkryć Anglikom, było to, że Bradman nie lubił piłek narzucanych w ten sposób. Radził sobie z nimi, ale nie czuł się komfortowo przy tego typu zagraniach.
Taktyka powiodła się, Anglicy pokonali gospodarzy i odzyskali The Ashes. Bradman wystąpił w 4 meczach (w pierwszym nie zagrał z powodu choroby), ale tylko raz uzyskał ponad 100 punktów, kończąc serię z 396 punktami i mizerną - jak na niego - średnią 56,57.
Sposób gry angielskich bowlerów wywołał jednak dyplomatyczny zgrzyt pomiędzy krajami. Zbyt częste używanie niebezpiecznego zagrania, mimo że nie spowodowało kontuzji, zostało uznane przez Australijczyków za wyjątkowo niesportowe, sprzeczne z duchem gry dżentelmenów, jakim jest krykiet. Bodyline przyczyniła się wkrótce do wprowadzenia przepisów ograniczających takie praktyki.
Rok później Australia, znowu z Bradmanem, odzyskała The Ashes na kolejne 19 lat.

## Rekord świata
Średnia punktów, jaką Bradman uzyskał w 52 meczach testowych (99,94), uważana jest za jedno z najbardziej niezwykłych dokonań w historii krykieta i sportu w ogóle. Drugi na liście Graeme Pollock (RPA) osiągnął "skromne" 60,97 (w 23 meczach), a następni - grający w podobnym, co Australijczyk, czasie - George Headley (Indie Zachodnie), Herbert Sutcliffe (Anglia) i Eddie Paynter (Anglia) odpowiednio 60,83 (22 mecze), 60,73 (54 mecze) i 59,23 (20 meczów). Najlepszy z aktywnych zawodników, reprezentujący RPA Jacques Kallis, szczyci się średnią 57,61 uzyskaną w 153 meczach.
Wynik Bradmana często porównuje się z takimi wybitnymi osiągnięciami, jak średnia 50,4 punktu Wilta Chamberlaina czy 215 punktów Wayne'a Gretzky'ego, zwracając przy tym jednak uwagę na długowieczność i wysoki, równy poziom krykiecisty w ciągu całej kariery.
Bradman jest także rekordzistą pod względem średniej uzyskanej w meczach pierwszoklasowych (95,14 w 234 występach). Drugi na liście Hindus Vijay Merchant osiągnął 71,64 (w 150 meczach).

## Prawie 100
Mimo statusu najskuteczniejszego odbijającego świata, w swoim ostatnim meczu testowym (14 sierpnia 1948, przeciwko Anglii na The Oval w Londynie) został podczas pierwszej zmiany (1st innings) niespodziewanie wyautowany już drugą piłką posłaną przez bowlera Erika Holliesa, nie zdobywając - jedyny raz w meczu testowym - punktu. W wyniku tego niecodziennego zdarzenia nie udało mu się utrzymać symbolicznej średniej 100, która przed zawodami wynosiła 101,39. Bradman miałby szansę zwiększyć dorobek i osiągnąć granicę w drugiej zmianie meczu (potrzebował 104 punktów w przypadku autu lub 4, gdyby nie został wyeliminowany), ale Australii wystarczyła tylko jedna część gry, by pokonać słabo dysponowanych Anglików i zawodnik nie dostał możliwości poprawienia rekordu, który do dziś wynosi "tylko" 99,94.

## Statystyki i rekordy
- Mecze testowe: 52
- Liczba punktów (runs): 6996
- Liczba zmian (innings): 80
- Liczba autów (outs): 70
- Średnia (batting average): 99,94 (rekord wszech czasów)
- Liczba zmian z co najmniej 100 punktami (centuries): 29
- Liczba zmian z co najmniej 200 punktami (double centuries): 12 (rekord wszech czasów)
- Liczba zmian z co najmniej 300 punktami (triple centuries): 2 (rekord wszech czasów, dzielony z trzema graczami)
- Rekord punktów w zmianie: 334

## Przypisy

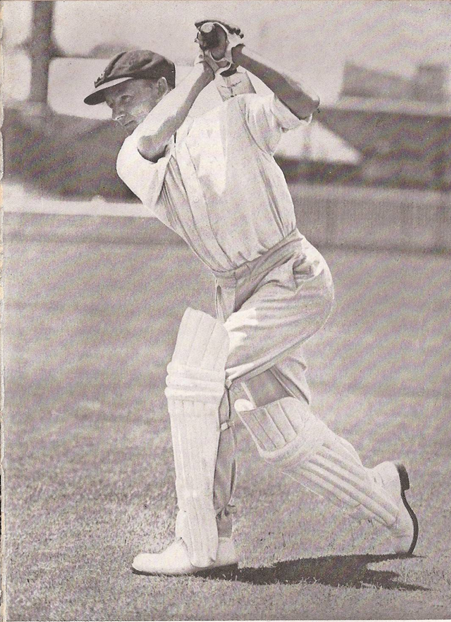
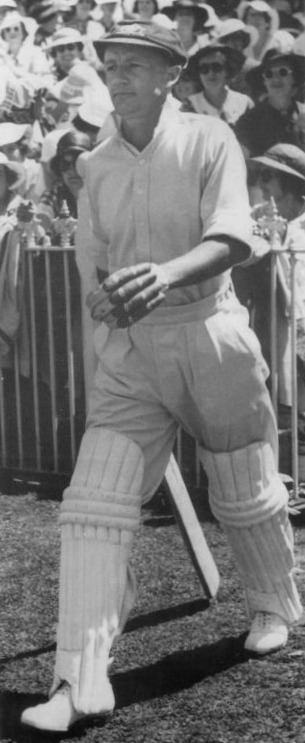
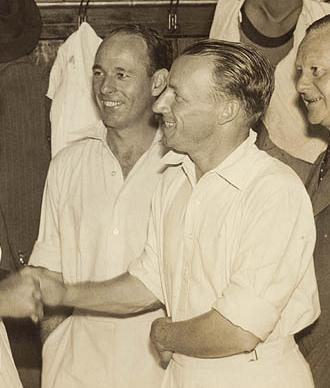
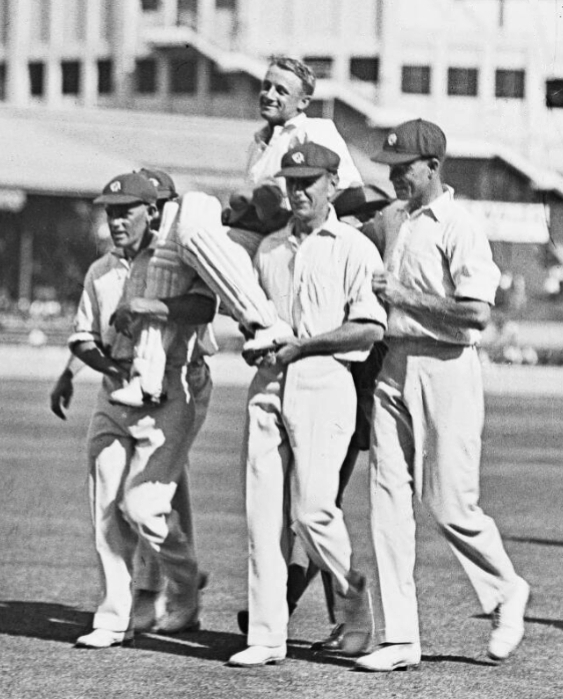
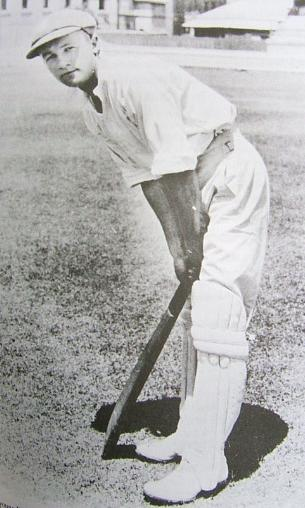
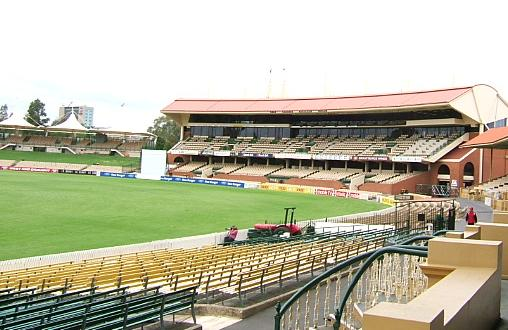
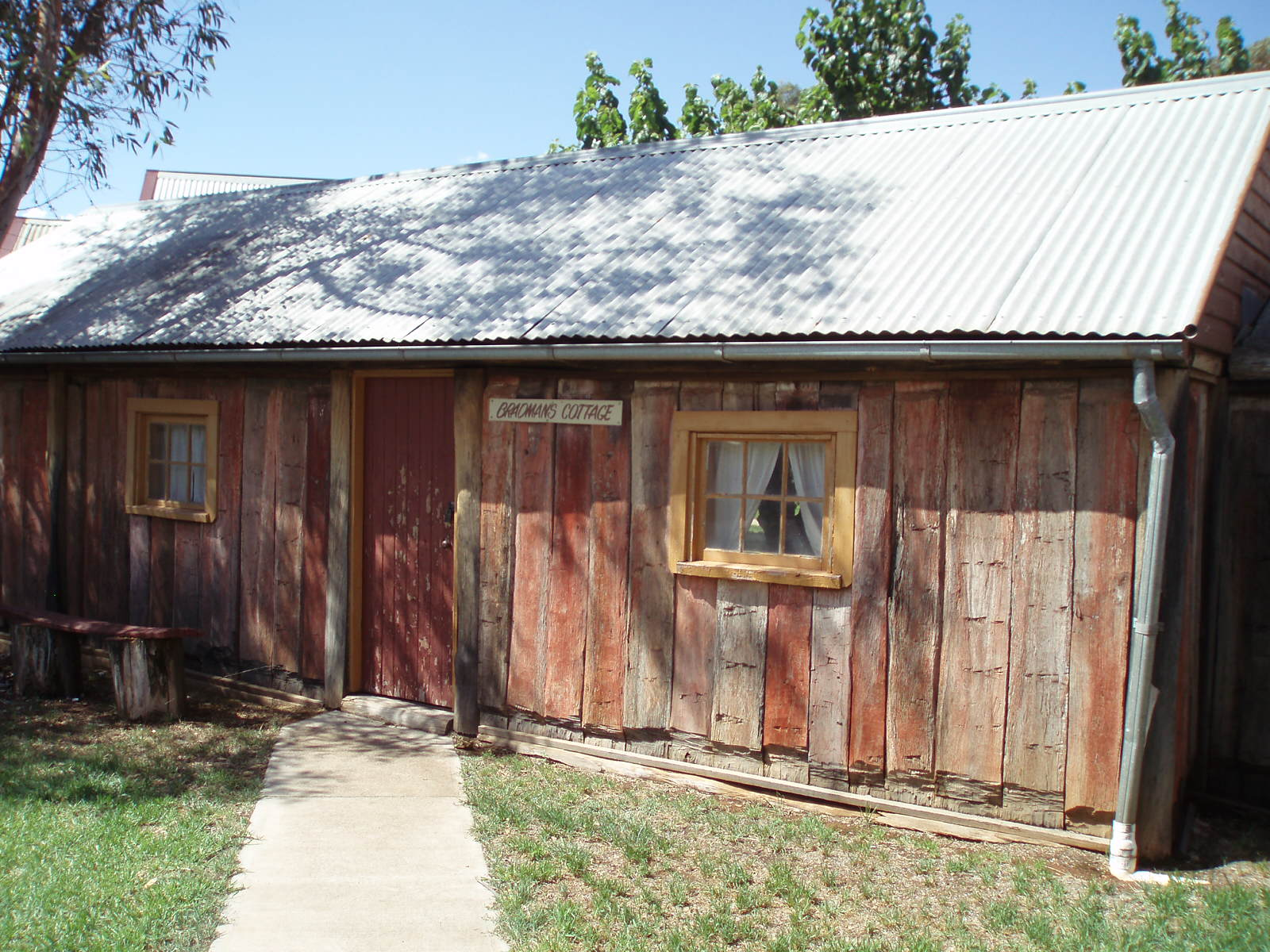
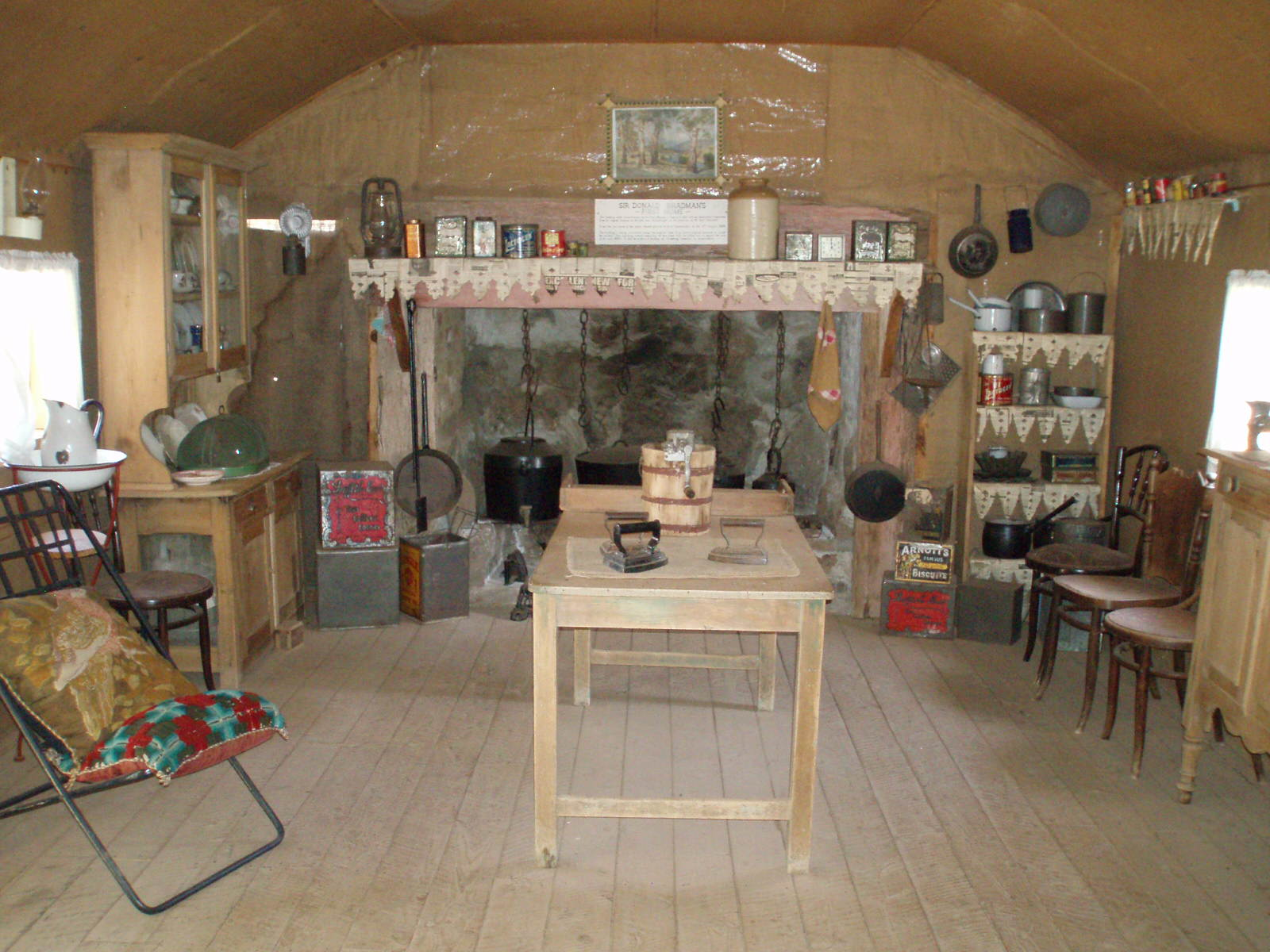
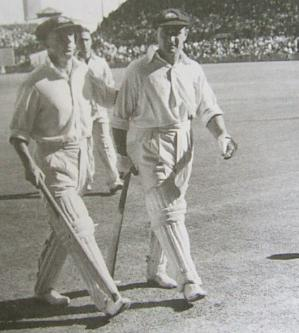
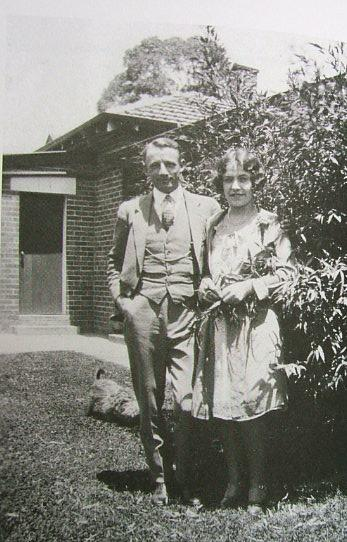
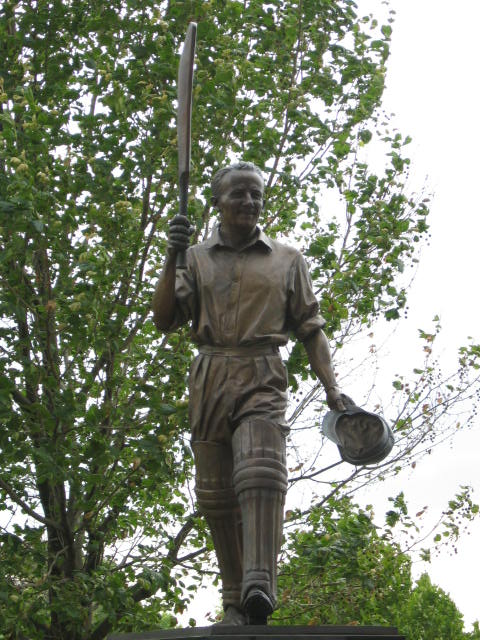
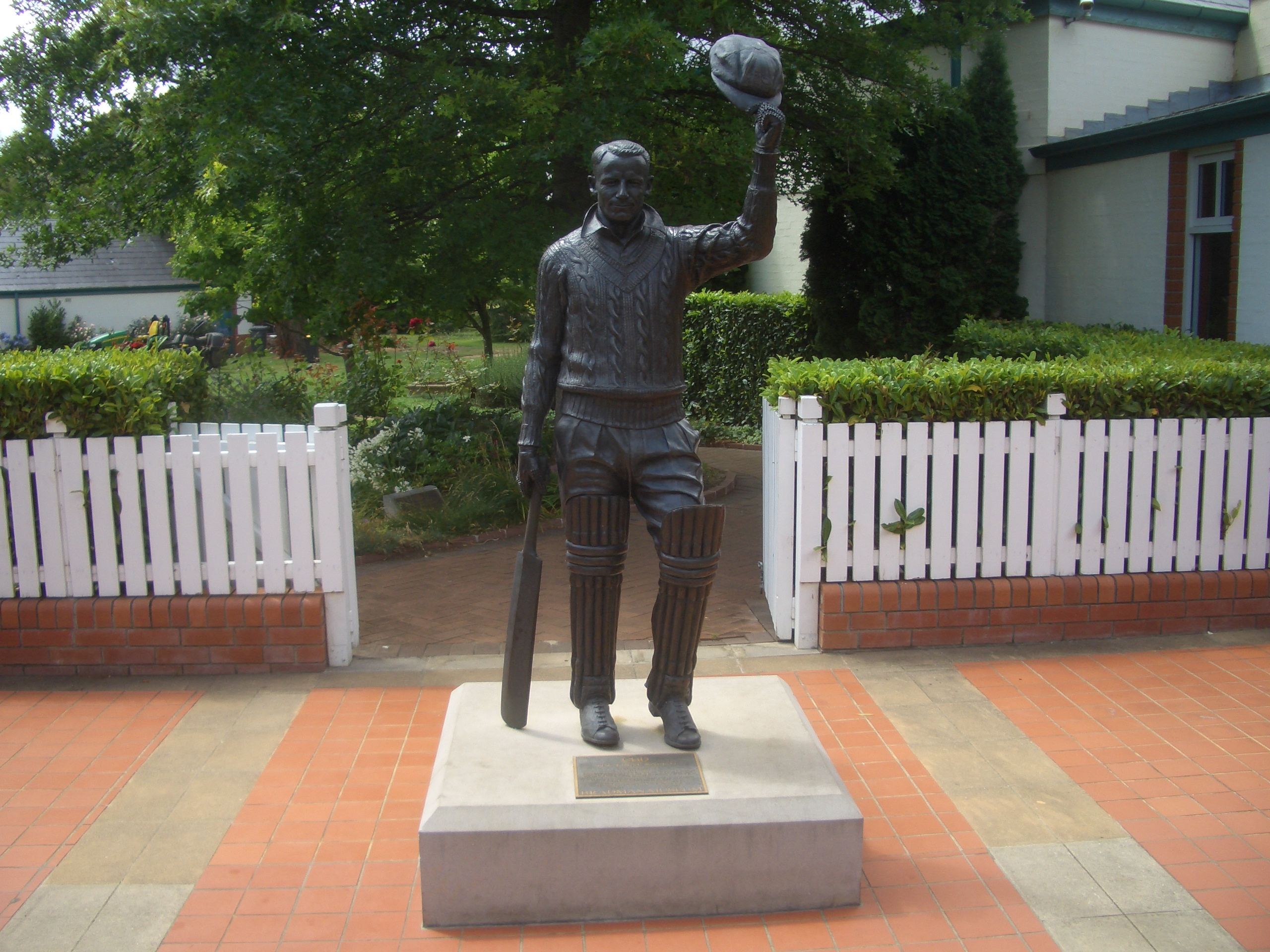
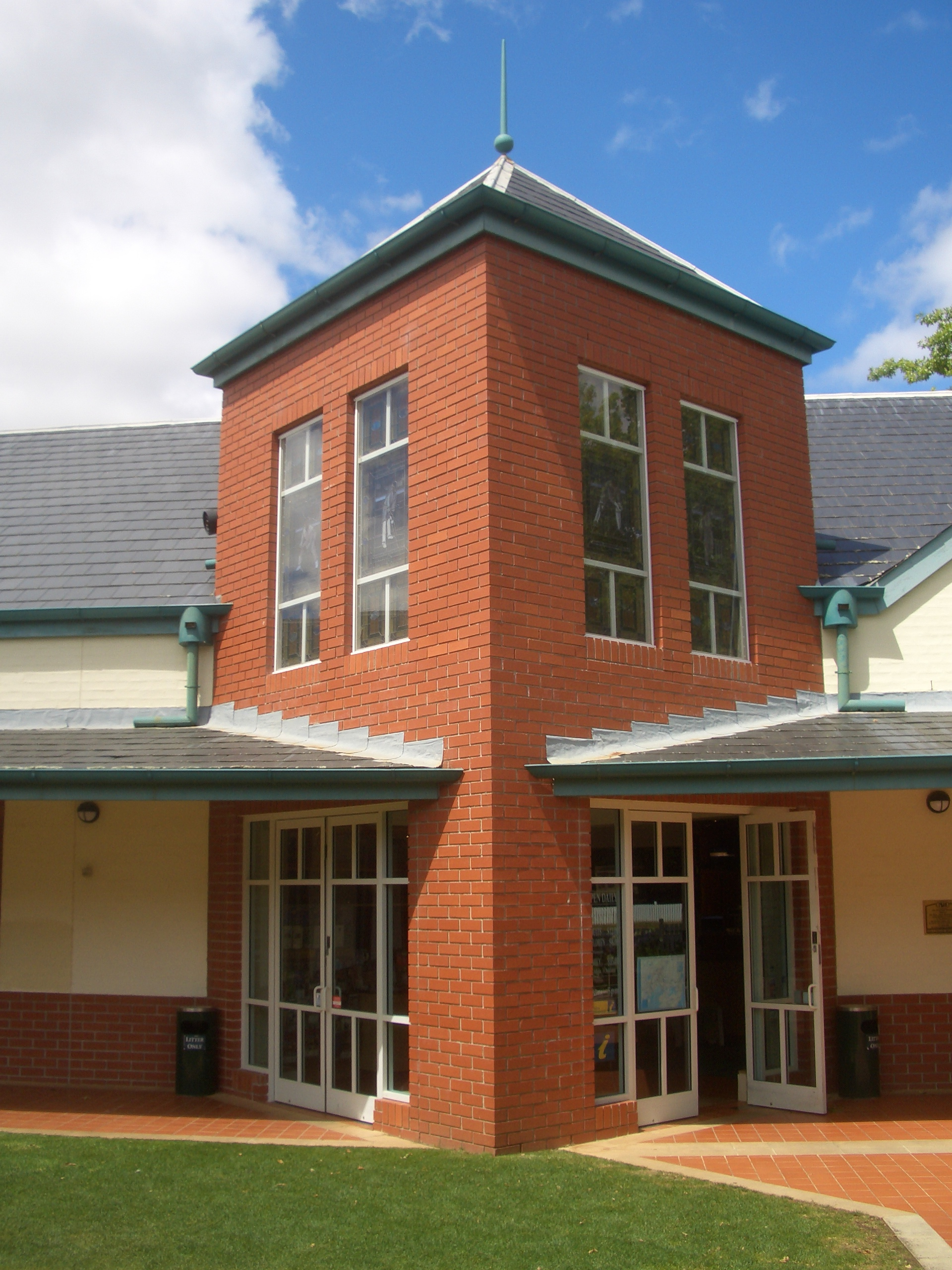
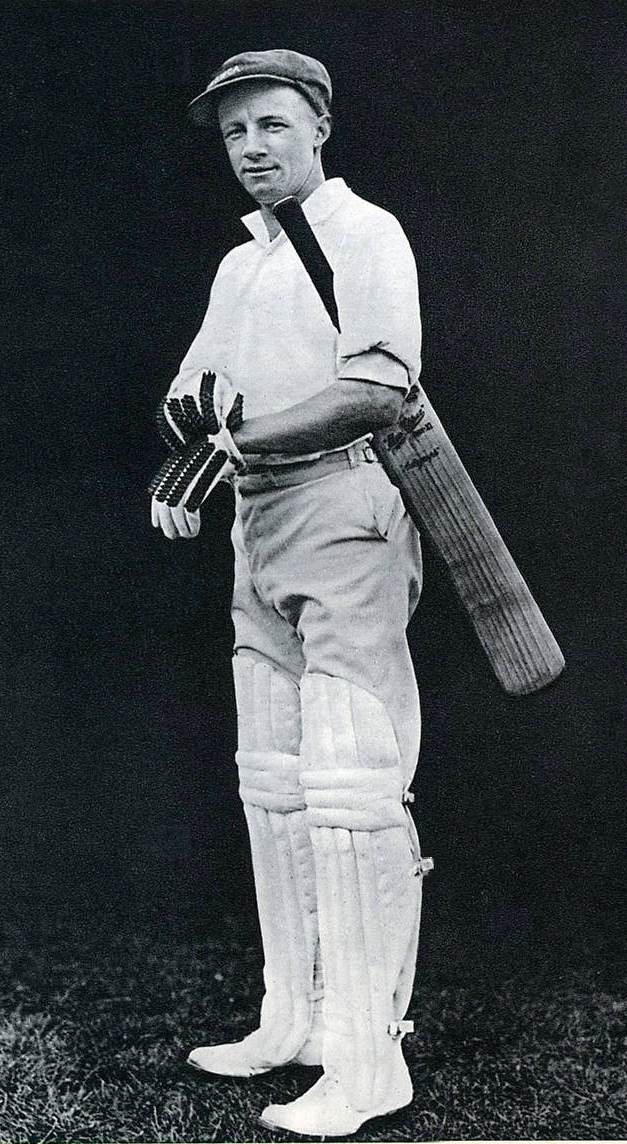
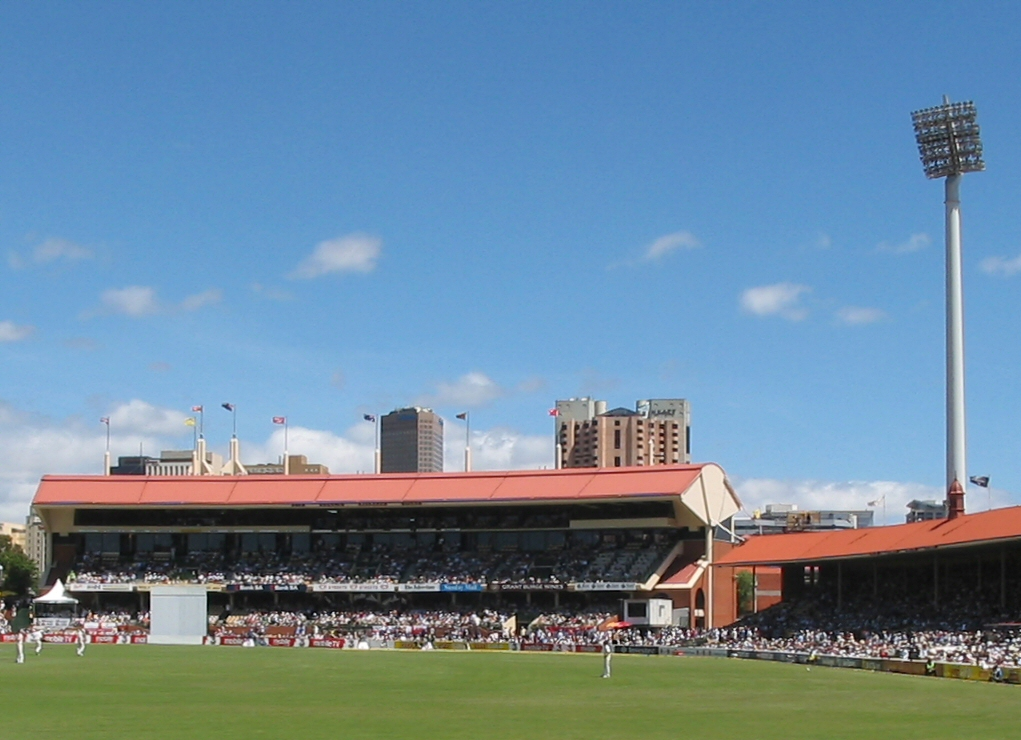
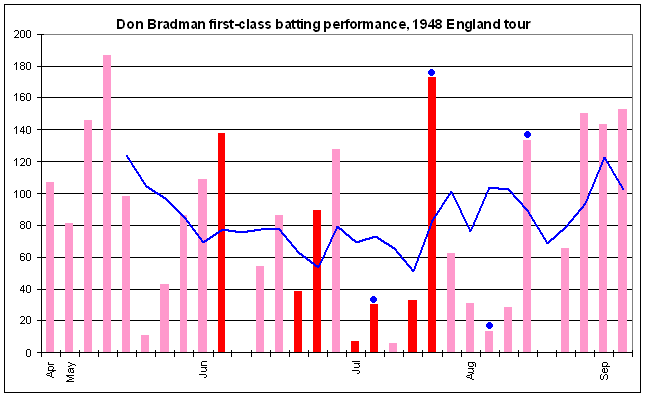
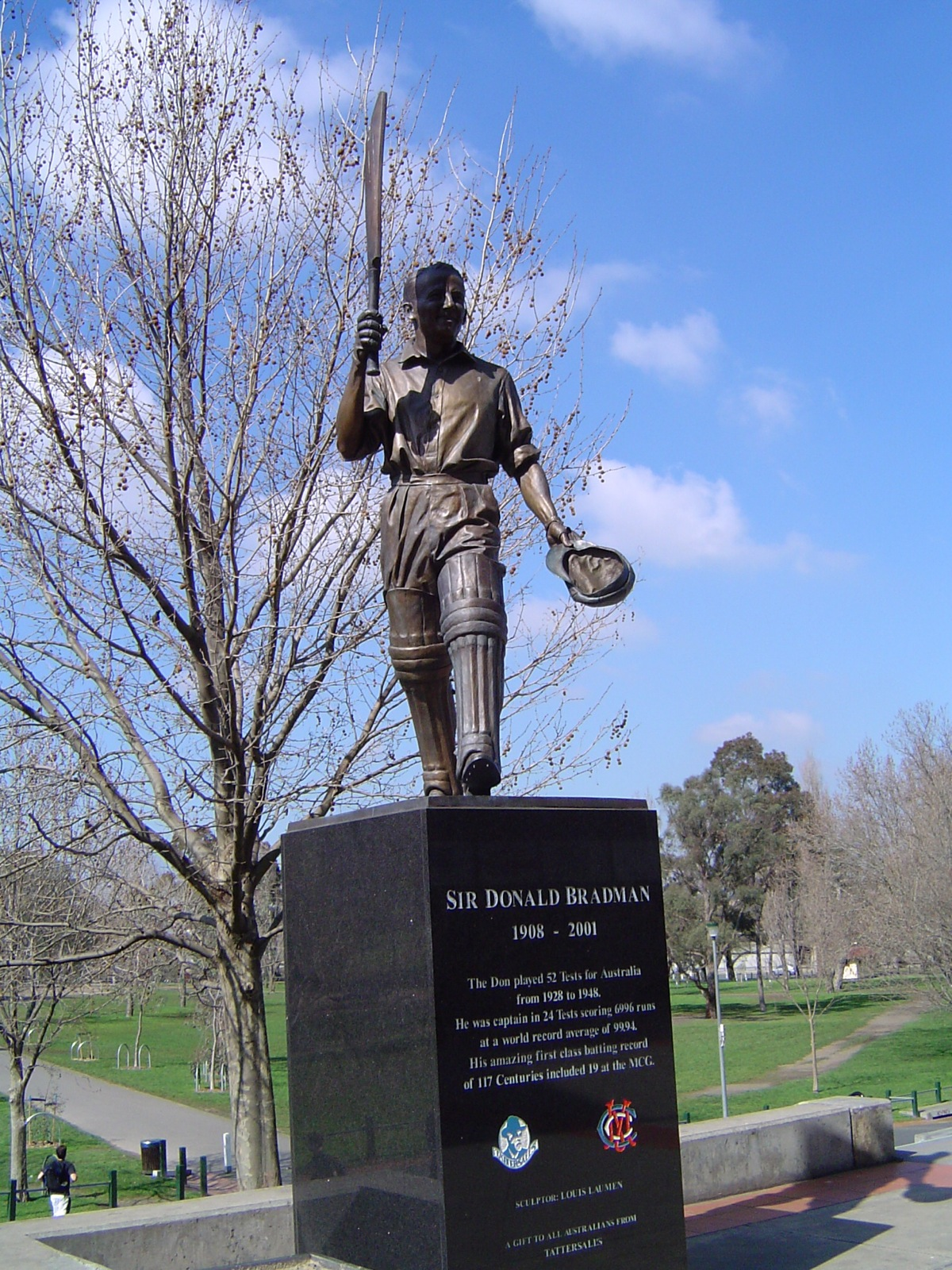
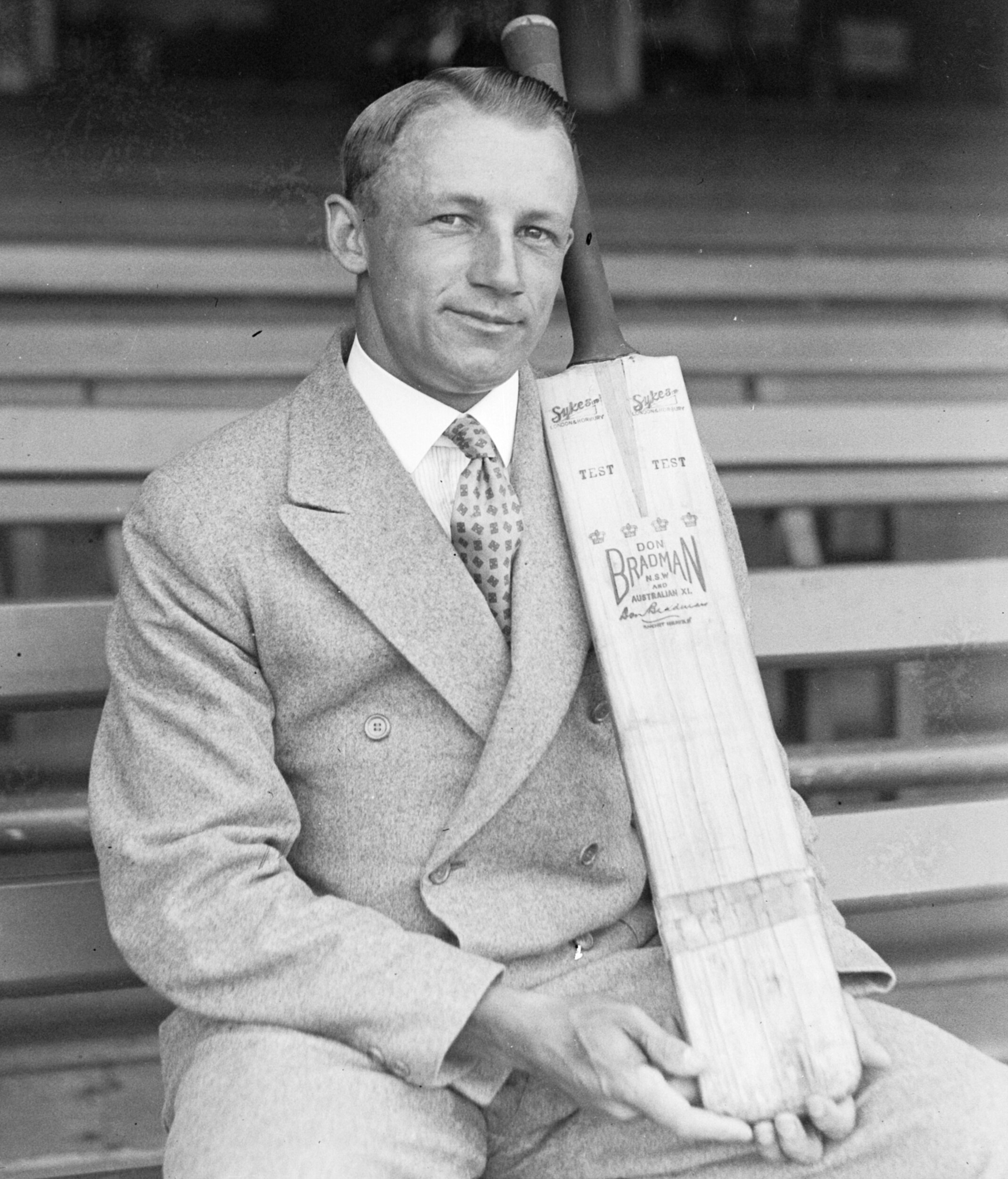
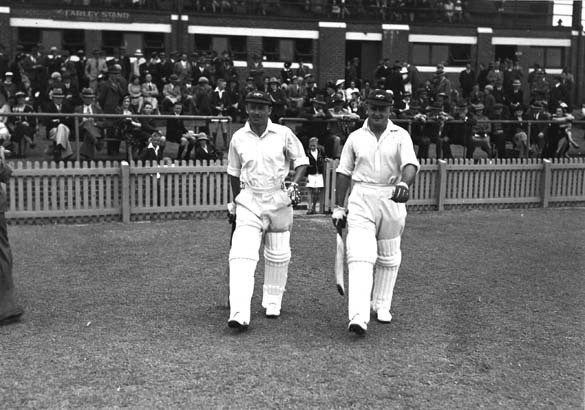
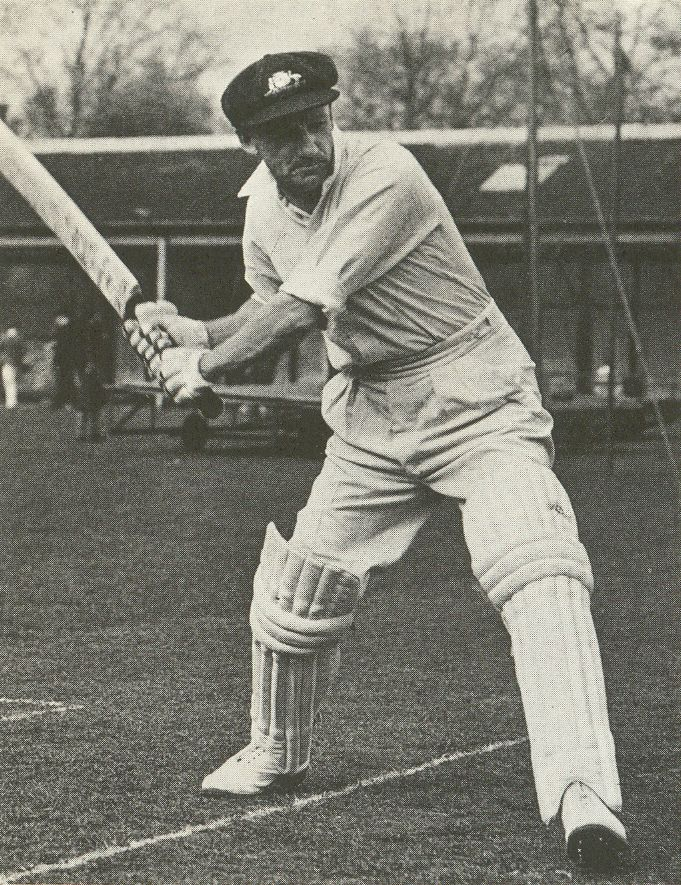
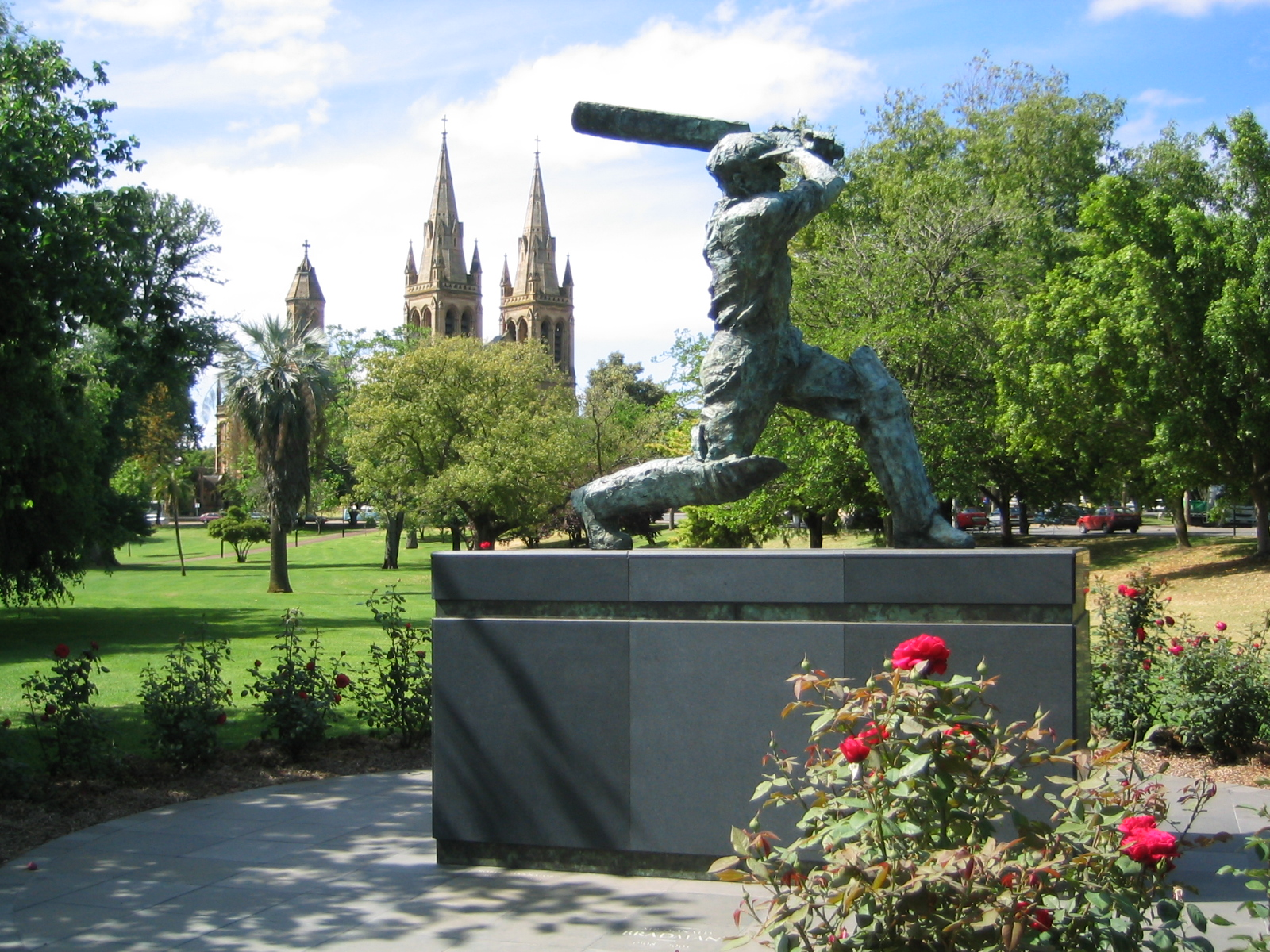
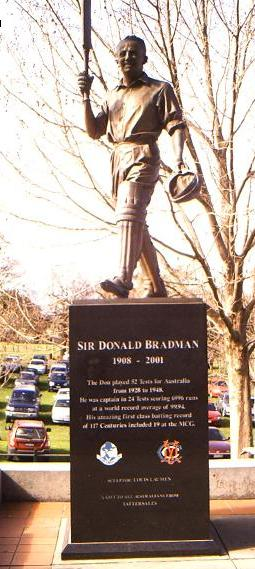
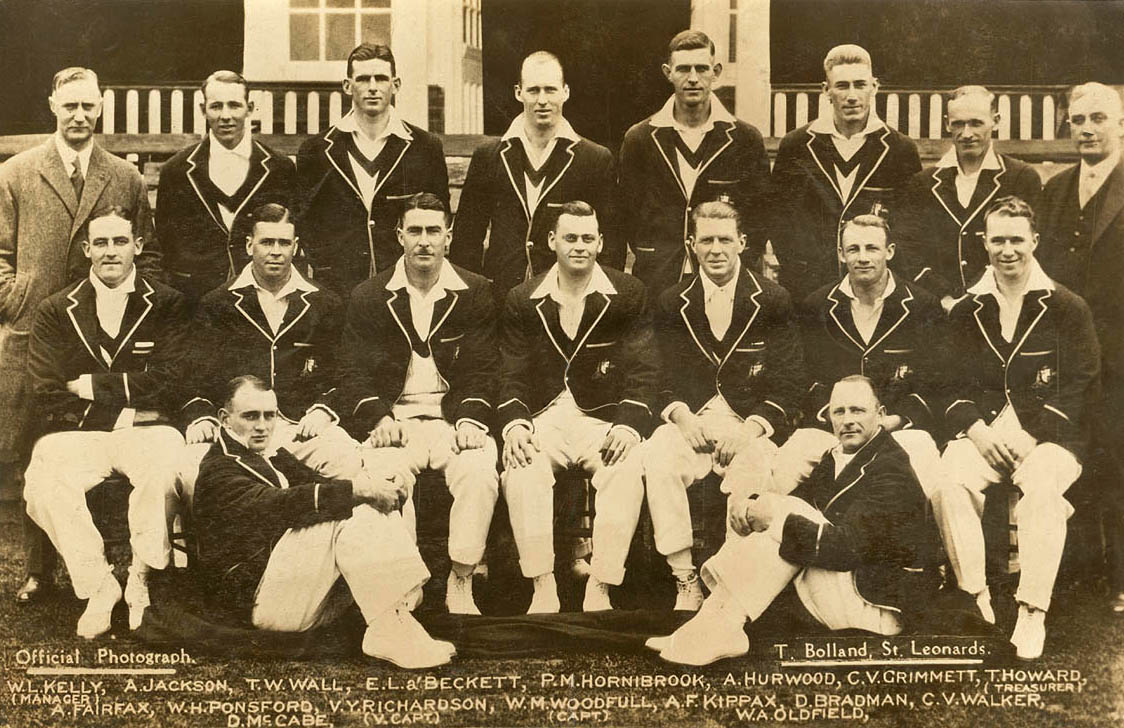